# Iván Pillud
Iván Alexis Pillud (Capitán Bermúdez, Santa Fe, Argentina; 24 de abril de 1986) es un futbolista argentino que se desempeña como lateral derecho en el Central Córdoba (SdE) de la Liga Profesional Argentina.
Surgido en Tiro Federal, se destacó principalmente en Racing Club, en donde disputó 321 partidos, siendo el sexto jugador con más partidos disputados en la historia de la institución.
Es el jugador de fútbol con más títulos ganados (6) y el de más partidos disputados (321) de Racing Club en el siglo XXI, comprendidos en 2 campeonatos de Primera División (2014 y 2018-19), 3 copas nacionales (Trofeo de Campeones de la SAF 2019, Trofeo de Campeones de la LPF 2022 y Supercopa Internacional 2022) y 1 copa internacional (Copa Sudamericana 2024).

## Trayectoria

### Inicios
Comenzó su carrera como jugador infantil en Villa Cassini e hizo juveniles en Defensores Santa Catalina, ambos clubes de su ciudad natal. De allí estuvo un año en las divisiones inferiores de San Lorenzo de Almagro (Buenos Aires), luego en Renato Cesarini (Rosario) hasta su debut en Tiro Federal (Rosario), club que militaba por ese entonces en la Primera B Nacional.

### Newell's
En 2008 fue cedido al Club Atlético Newell's Old Boys, donde hizo su debut en Primera División el 30 de noviembre de ese año en la victoria 1 a 0 ante Vélez Sarsfield. En la institución rosarina permaneció una temporada, en donde disputó un total de 19 partidos.

### Espanyol
En julio de 2009, el defensor se unió al Espanyol de la Primera División de España. Su debut llegó el 30 de agosto, en un 0-1 en la derrota fuera de casa contra el Athletic Club.

### Racing Club
En 2010, Pillud regresó a su país, para fichar por el Racing Club de Avellaneda. Su primer gol lo marcó ante Godoy Cruz, partido que saldría empatado 1 a 1. Su segundo gol sería ante Vélez Sarsfield, derrota en el Cilindro de Avellaneda por un marcador de 2-1.
Tuvo sus partidos jugando a un gran nivel, contra San Lorenzo de Almagro, asiste 2 veces a Teófilo Gutiérrez para que diera vuelta el resultado del partido que Racing ganaría por 2 a 1 en el Nuevo Gasómetro, en el Clausura 2011. Otro partido fue ante San Martín de San Juan que asistió en el segundo gol en una noche fantástica de Luciano Vietto para que anotara el segundo de sus 3 goles en esa noche en el Torneo Inicial 2012. Volvería a asistir, esta vez a Lucas Aveldaño, frente a Estudiantes de la Plata, partido que Racing ganó 2-0. En el año 2013, asiste de gran manera a Bruno Zuculini para que abriera el marcador frente a Colón de Santa Fe.

### Hellas Verona
El 31 de enero de 2014 se trasladó de equipo y de país para ser cedido al Hellas Verona de Italia.

### Regreso a Racing Club
A mediados de 2014 regresó a Racing Club de Avellaneda, donde disputó 16 encuentros en el Campeonato de Primera División 2014, en el cual Racing se consagró campeón. Este fue el primer título de Racing en 13 años (desde el Torneo Apertura 2001) y Pillud fue titular en el 11 habitual del entrenador Diego Cocca. El 31 de marzo de 2019 Racing volvió a salir campeón al consagrarse en el Campeonato de Primera División 2018-19. En esta ocasión, sin embargo, el puesto de lateral derecho titular lo ocupó Renzo Saravia, mientras que Pillud fue suplente y disputó sólo 4 encuentros en todo el campeonato. Sin embargo, tanto el entrenador Eduardo Coudet como sus compañeros destacaron la importancia de Pillud puertas adentro.
Volvió a marcar con la camiseta de Racing el día 3 de agosto de 2019 frente a Vélez Sarsfield, marcando el segundo gol y logrando el empate del partido a los 43 minutos del segundo tiempo llegando así, a su quinto tanto como profesional. Frente a Patronato de Paraná, realiza una gran asistencia a Nicolás Reniero para que abriera el marcador del partido, aunque luego el equipo de Paraná empataría el juego quedando en tablas ese partido.
Luego de 5 años, un 14 de diciembre de 2019, volvió a coronarse campeón (como había sucedido en el 2014 con Diego Cocca) con Racing del Trofeo de Campeones de la Superliga Argentina y se convirtió en el jugador con más títulos en la era contemporánea del club.
Volvería a anotar frente a Aldosivi de Mar del Plata por la Copa de la Superliga 2020, empatando el partido (3 a 3) en la victoria 4 a 3, siendo la primera vez que convertía más goles en una temporada. En el mismo partido asiste a Matías Nicolás Rojas para que descontara el marcador 2-1 en favor de Aldosivi hasta entonces.
El 6 de noviembre de 2022 vuelve a consagrarse campeón con Racing, cuando su equipo le ganó a Boca Juniors la final por el Trofeo de Campeones de la Liga Profesional 2022 con resultado favorable por 2-1. En dicho trofeo jugaría los 2 partidos correspondientes (ante el Club Atlético Tigre y el mencionado con Boca).
El 20 de enero de 2023 obtiene su quinto título en el club convirtiéndose en el jugador contemporáneo más ganador del club, en la victoria de Racing sobre Boca por 2-1, partido correspondiente a la Supercopa Internacional. Marcaría su quinto gol en la derrota por 4 a 2 contra Talleres de Córdoba. El 13 de julio extiende su contrato con Racing por un año.
En junio de 2024, la comisión directiva decidió no renovarle contrato, finalizando su etapa en el club.
A pesar de no seguir en el club lograría su sexto título al ser parte del plantel en la Copa Sudamericana del 2024, siendo su único título internacional.

### Central Córdoba
Tras 14 años en Racing, el defensor firmó en el Central Córdoba (SdE) a sus 38 años.

## Selección nacional
Pillud hizo su aparición con la Selección Argentina el 16 de marzo de 2011, jugando la primera mitad de un amistoso contra Venezuela en el que Argentina se impuso por 4-1.

### Estadísticas
Actualizado al 19 de agosto de 2023.
| Club                        | Temporada | Liga  | Liga  | Copas Nacional | Copas Nacional | Copas Internacional | Copas Internacional | Total | Total |
| Club                        | Temporada | Part. | Goles | Part.          | Goles          | Part.               | Goles               | Part. | Goles |
| --------------------------- | --------- | ----- | ----- | -------------- | -------------- | ------------------- | ------------------- | ----- | ----- |
| Tiro Federal Argentina      | 2007-08   |       |       |                |                |                     |                     |       |       |
| Tiro Federal Argentina      | 2008-09   |       |       |                |                |                     |                     |       |       |
| Tiro Federal Argentina      | Total     | 26    | 0     | -              | -              | -                   | -                   | 26    | 0     |
| Newell's Old Boys Argentina | 2008-09   |       |       |                |                |                     |                     |       |       |
| Newell's Old Boys Argentina | Total     | 19    | 0     | -              | -              | -                   | -                   | 19    | 0     |
| RCD Espanyol · España       | 2009-10   |       |       |                |                |                     |                     |       |       |
| RCD Espanyol · España       | Total     | 8     | 0     | 3              | 0              | -                   | -                   | 11    | 0     |
| Racing Club Argentina       | 2010-11   | 23    | 1     | -              | -              | -                   | -                   | 23    | 1     |
| Racing Club Argentina       | 2011-12   | 33    | 1     | 2              | 0              | -                   | -                   | 35    | 2     |
| Racing Club Argentina       | 2012-13   | 35    | 0     | -              | -              | 2                   | 0                   | 37    | 0     |
| Racing Club Argentina       | 2013-14   | 4     | 0     | 2              | 0              | 1                   | 0                   | 7     | 0     |
| Racing Club Argentina       | 2014      | 16    | 0     | -              | -              | -                   | -                   | 16    | 0     |
| Racing Club Argentina       | 2015      | 25    | 1     | 4              | 0              | 10                  | 0                   | 39    | 1     |
| Racing Club Argentina       | 2016      | 9     | 0     | 2              | 0              | 9                   | 0                   | 20    | 0     |
| Racing Club Argentina       | 2016/17   | 24    | 1     | 1              | 0              | 8                   | 0                   | 33    | 1     |
| Racing Club Argentina       | 2017/18   | 16    | 0     | 1              | 0              | -                   | -                   | 17    | 0     |
| Racing Club Argentina       | 2018/19   | 5     | 0     | 1              | 0              | 2                   | 0                   | 8     | 0     |
| Racing Club Argentina       | 2019/20   | 21    | 1     | 5              | 1              | 5                   | 0                   | 31    | 2     |
| Racing Club Argentina       | 2021      | 10    | 0     | 8              | 0              | 2                   | 0                   | 20    | 0     |
| Racing Club Argentina       | 2022      | 10    | 0     | 6              | 0              | 2                   | 0                   | 18    | 0     |
| Racing Club Argentina       | 2023      | 9     | 1     | 3              | 0              | 2                   | 0                   | 14    | 1     |
| Racing Club Argentina       | Total     | 240   | 6     | 35             | 1              | 43                  | 0                   | 318   | 7     |
| Hellas Verona · Italia      | 2013-14   | 6     | 0     | -              | -              | -                   | -                   | 6     | 0     |
| Hellas Verona · Italia      | Total     | 6     | 0     | -              | -              | -                   | -                   | 6     | 0     |
| Total                       |           |       |       |                |                |                     |                     |       |       |

## Palmarés

### Campeonatos nacionales
| Título                  | Equipo                | País      | Año     |
| ----------------------- | --------------------- | --------- | ------- |
| Primera División        | Racing Club           | Argentina | 2014    |
| Primera División        | Racing Club           | Argentina | 2018/19 |
| Trofeo de Campeones     | Racing Club           | Argentina | 2019    |
| Trofeo de Campeones     | Racing Club           | Argentina | 2022    |
| Supercopa Internacional | Racing Club           | Argentina | 2023    |
| Copa Argentina          | Central Córdoba (SdE) | Argentina | 2024    |

### Campeonatos Internacionales
| Título            | Equipo      | Sede     | Año  |
| ----------------- | ----------- | -------- | ---- |
| Copa Sudamericana | Racing Club | Asunción | 2024 |

### Subcampeonatos
- Subcampeón de la Torneo Apertura 2011 con Racing Club.
- Subcampeón de la Copa Argentina con Racing Club en 2012.
- Subcampeón de la Copa del Bicentenario de la Independencia con Racing Club en 2016.
- Subcampeón de la Supercopa Argentina 2019 con Racing Club en 2021.
- Subcampeón de la Copa de la Liga 2021 con Racing Club.
- Subcampeón de la Primera División 2022 con Racing Club.